# Sedm poutních kostelů v Římě

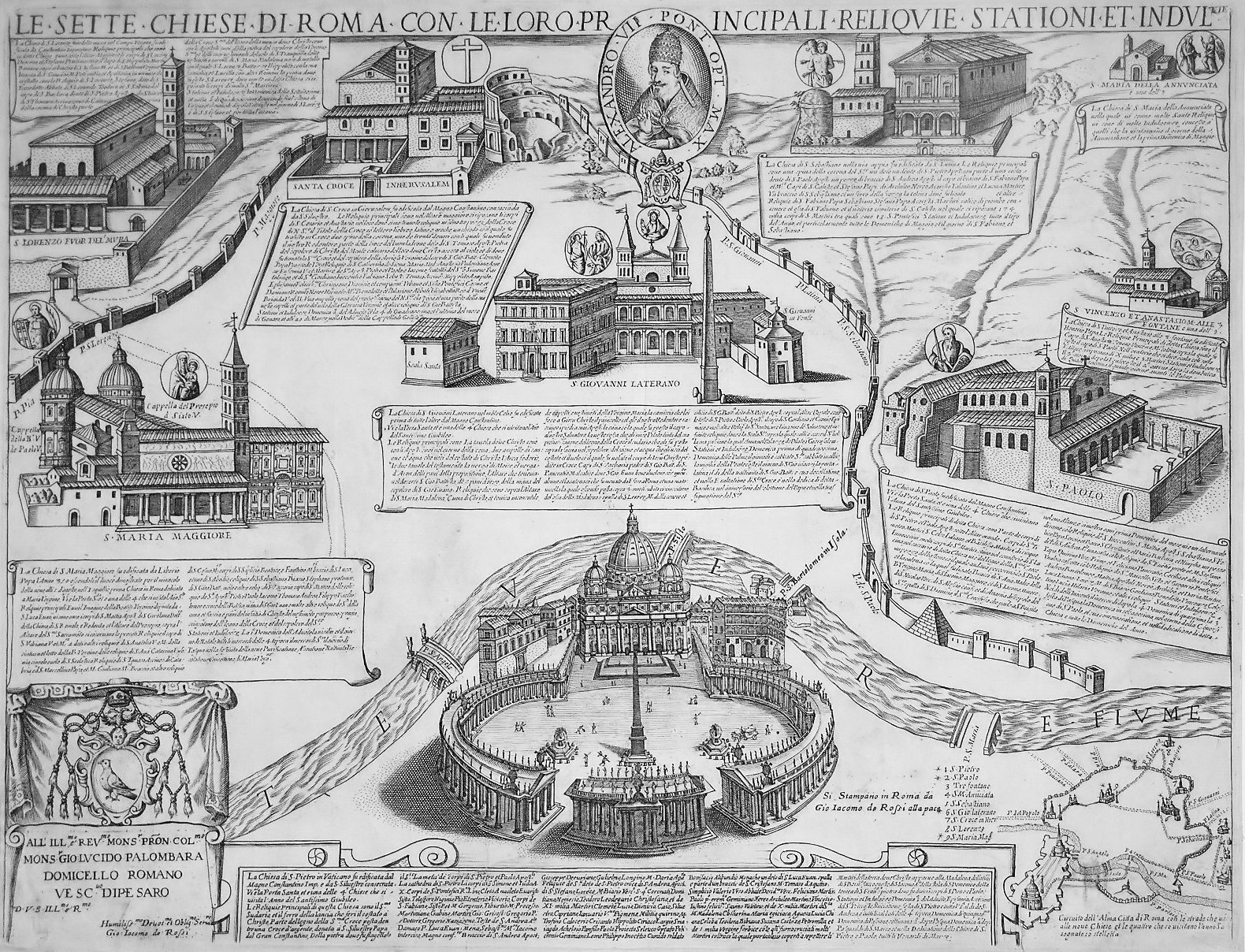
Mapa z poloviny 17. století zobrazující sedm poutních kostelů v Římě

Sedm poutních kostelů v Římě (it. Le sette chiese) je označení římských kostelů, ve kterých je možné při pouti získat odpustky. Pouť „sedmi kostelů“, kterou původně vymyslel svatý Filip Neri v období kolem Svatého roku 1550, je jednou z nejstarších římských tradic. Jedná se o asi 25 km dlouhou poutní trasu, která se táhne celým městem, zasahuje do římské krajiny, katakomb a se zastávkami u některých velkolepých římských bazilik.
Jako sídlo papeže a římské kurie, jakož i místo, kde se nachází mnoho památek a relikvií spojených s apoštoly, světci a křesťanskými mučedníky, byl Řím dlouho cílem poutníků. Via Francigena byla starobylá poutní cesta mezi Anglií a Římem. Bylo zvykem zakončit pouť návštěvou hrobů svatých Petra a Pavla. Pravidelně se někteří nechávali strhnout k cestě do Říma kvůli duchovním užitkům, které získávali během jubilea Svatého roku. Tyto užitky – odpustky někdy vyžadovaly návštěvu konkrétního kostela nebo kostelů. Poutníci nemuseli navštívit každý kostel.

## Původ trasy
Tradici návštěvy všech sedmi kostelů zahájil Filip Neri kolem roku 1553, aby propojil pospolitost a sdílení společné duchovní zkušenosti prostřednictvím objevování dědictví prvních světců. Neri sestavil itinerář, který zahrnoval návštěvu baziliky svatého Petra, dále svatého Pavla za hradbami, svatého Šebestiána, svatého Jana Lateránského, Svatého kříže v Jeruzalémě, svatého Vavřince za hradbami a nakonec svaté Marie Větší. S několika přáteli a známými se scházel před svítáním a vydával se na pouť. V každém kostele se modlili, zpívali hymny a Neri pronesl krátké kázání.
V zahradách vily Mattei byla předem připravena jednoduchá večeře. Rodina Matteiových otevřela poutníkům své pozemky k odpočinku a poskytla jim chléb, víno, sýr, vejce, jablka a salám. Během těchto „pikniků“ hráli hudebníci a vystupovali zpěváci. Tyto poutě měly být protipólem k hlučnému chování o masopustu.

## Kostely

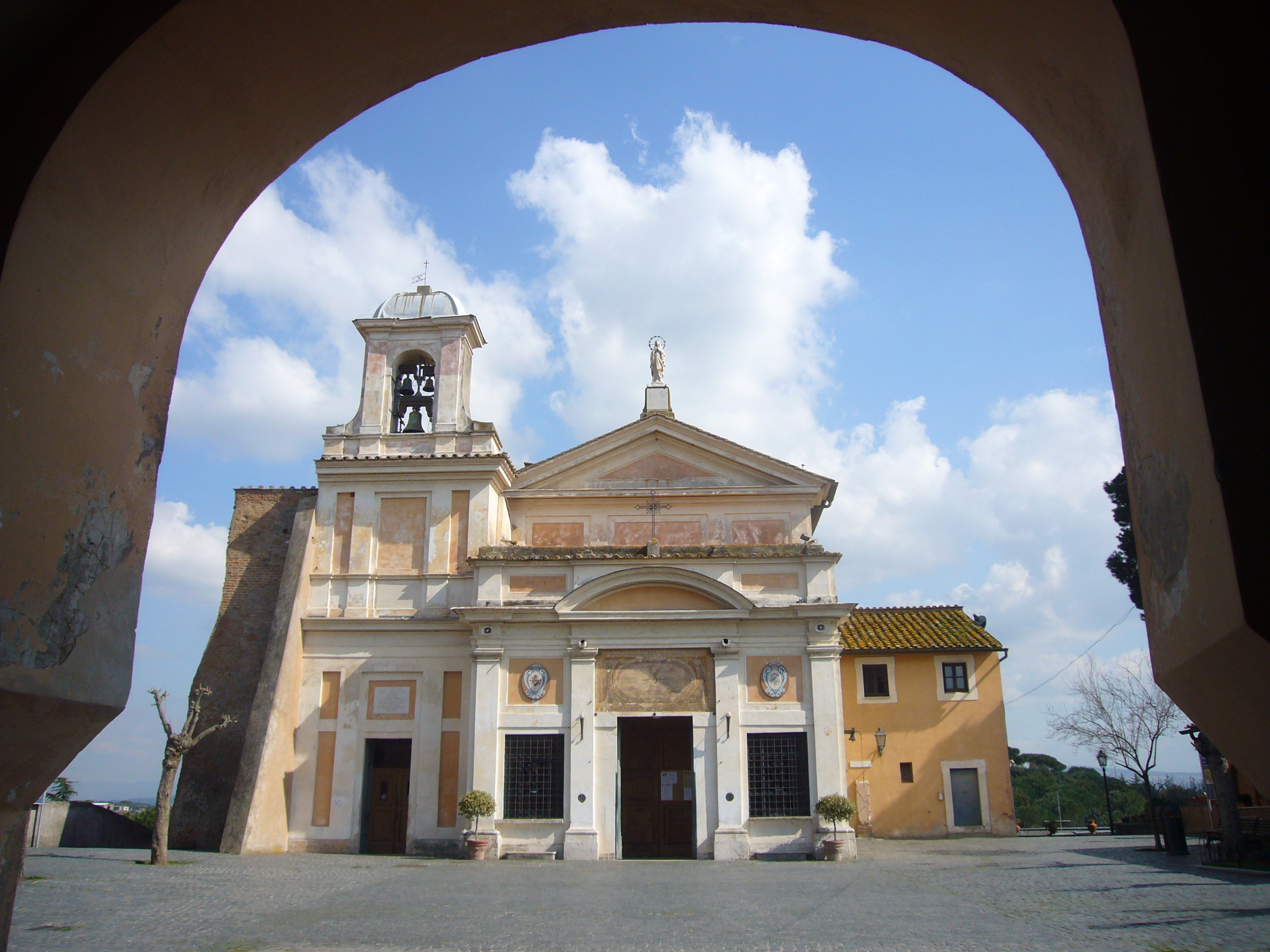
Poutní kostel Panny Marie, Matky Božské lásky od roku 2000

V Římě je sedm kostelů Svatého roku (řazeno podle pořadí):
1. Bazilika svatého Jana Lateránského (hlavní arcibazilika);
2. Bazilika svatého Petra (hlavní papežská bazilika);
3. Bazilika svatého Pavla za hradbami (hlavní papežská bazilika);
4. Bazilika Panny Marie Sněžné (hlavní papežská bazilika);
5. Bazilika svatého Vavřince za hradbami (menší papežská bazilika);
6. Bazilika Svatého Kříže v Jeruzalémě (menší bazilika);
7. Bazilika svatého Šebestiána za hradbami (menší bazilika).

Pro rok 2000 byla papežem Janem Pavlem II. bazilika sv. Šebestiána nahrazena Svatyní Panny Marie Božské lásky (svatyně).
Baziliku svatého Petra a baziliku svatého Pavla za hradbami určil papež Bonifác VIII. jako poutní kostely pro první Svatý rok v roce 1300. Papež Klement VI. přidal baziliku svatého Jana Lateránského ve Svatém roce 1350 a papež Řehoř XI. přidal baziliku Santa Maria Maggiore v roce 1375. To jsou čtyři hlavní papežské baziliky v Římě. Každá z nich obsahuje Svatou bránu, která se otevírá pouze během oficiálních jubilejních let. Svatyni Panny Marie Božské lásky přidal papež Jan Pavel II. k Velkému jubileu v roce 2000, kdy nahradila baziliku svatého Šebestiána za hradbami. Mnozí poutníci však stále dávají přednost sedmi bazilikám z doby před rokem 2000, a tak navštěvují kromě bazilik potřebných k získání odpustku nebo dokonce místo Santuária také baziliku svatého Šebestiána (vzhledem k tomu, že procházka od Santuária do vnitřního města Říma zabere jen sama o sobě nejméně půl dne a že za návštěvu kterékoli ze čtyř hlavních bazilik je tak či tak odpustek), někteří poutníci část trasy projdou pěšky a na zbytek použijí taxi nebo veřejnou dopravu. Pro připravovaný Svatý rok 2025 je opět zařazena mezi sedm poutních kostelů v Římě opět bazilika sv. Šebestiána.
Putování po sedmi kostelech se tradičně koná ve středu Svatého týdne.
V Turecku se také koná poutní trasa Sedm církví, která navštěvuje všech sedm křesťanských církví zmíněných v knize Zjevení (Efez, Smyrna, Pergamon, Thyatiry, Sardy, Filadelfie a Laodikeia).

## Klasických sedm poutních kostelů v Římě

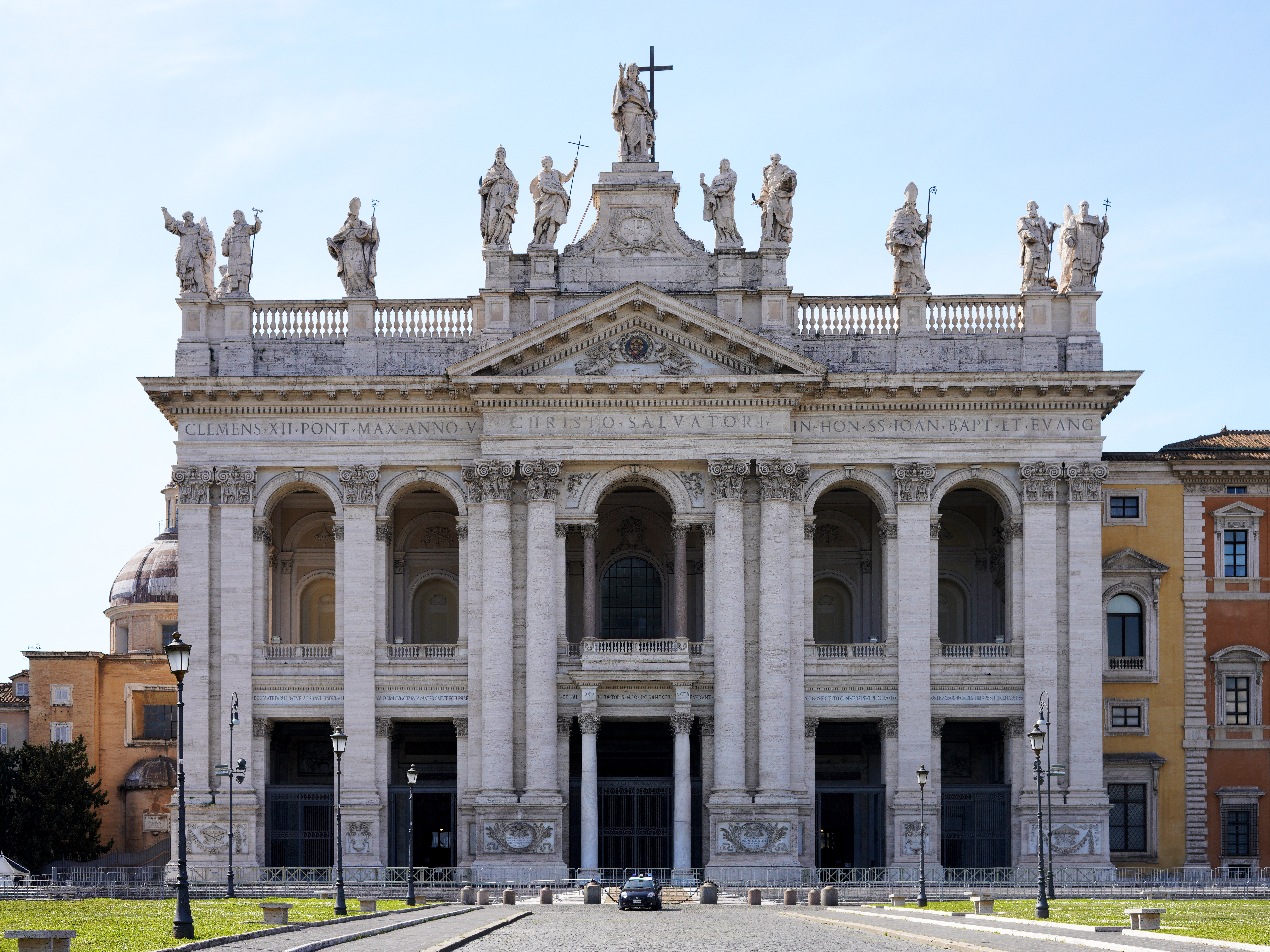
Lateránská bazilika
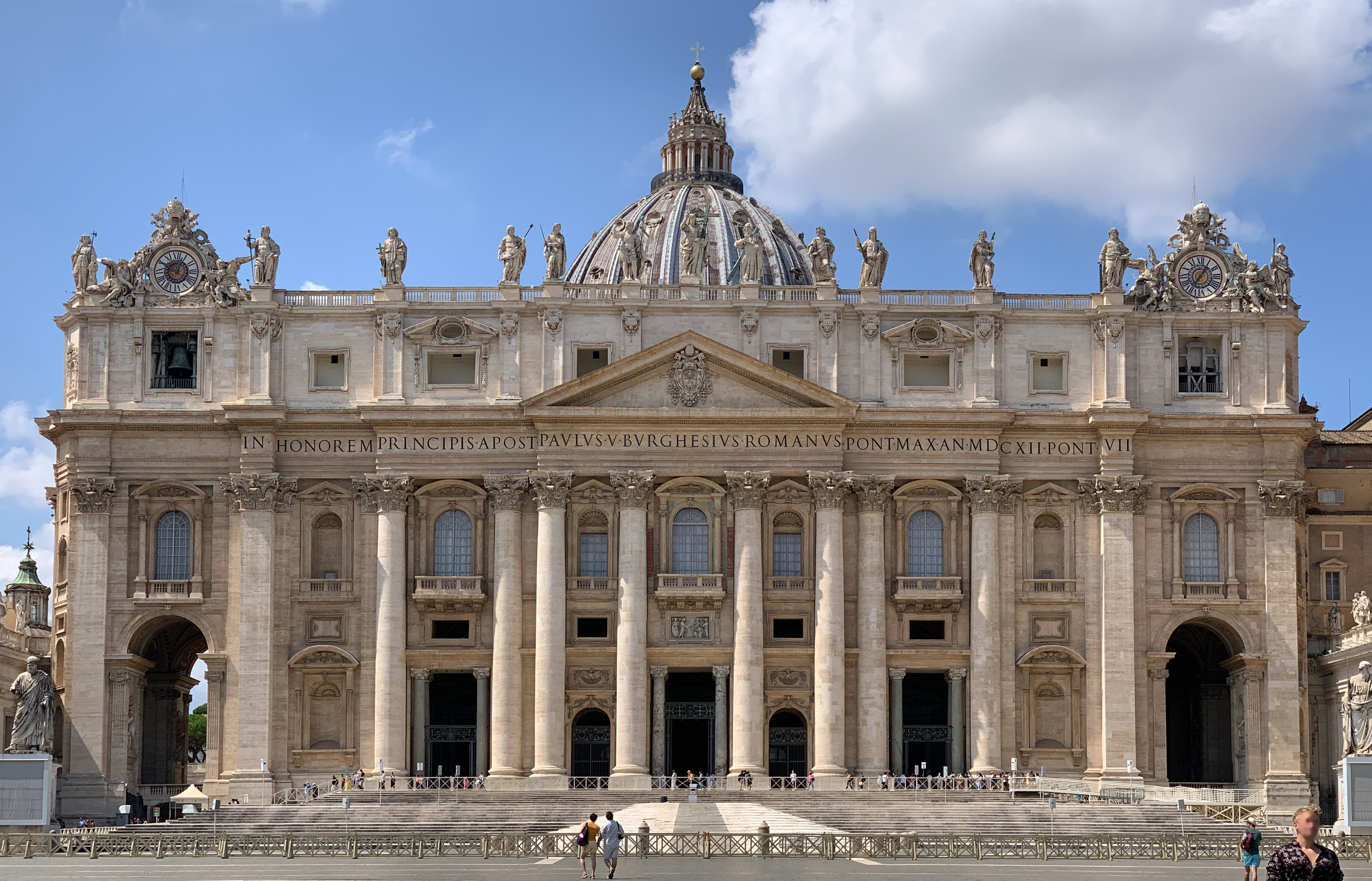
Bazilika svatého Petra
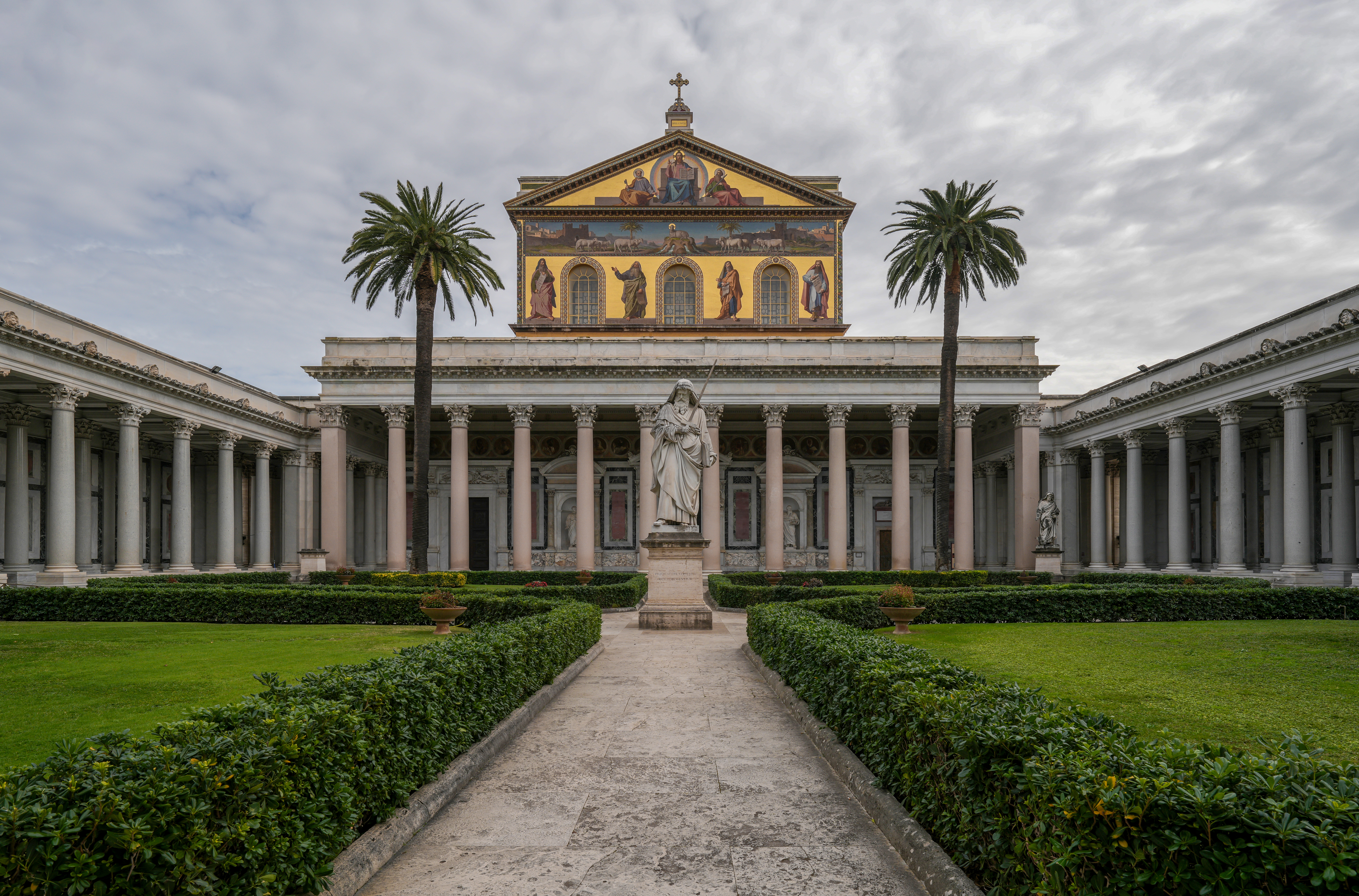
Bazilika svatého Pavla za hradbami
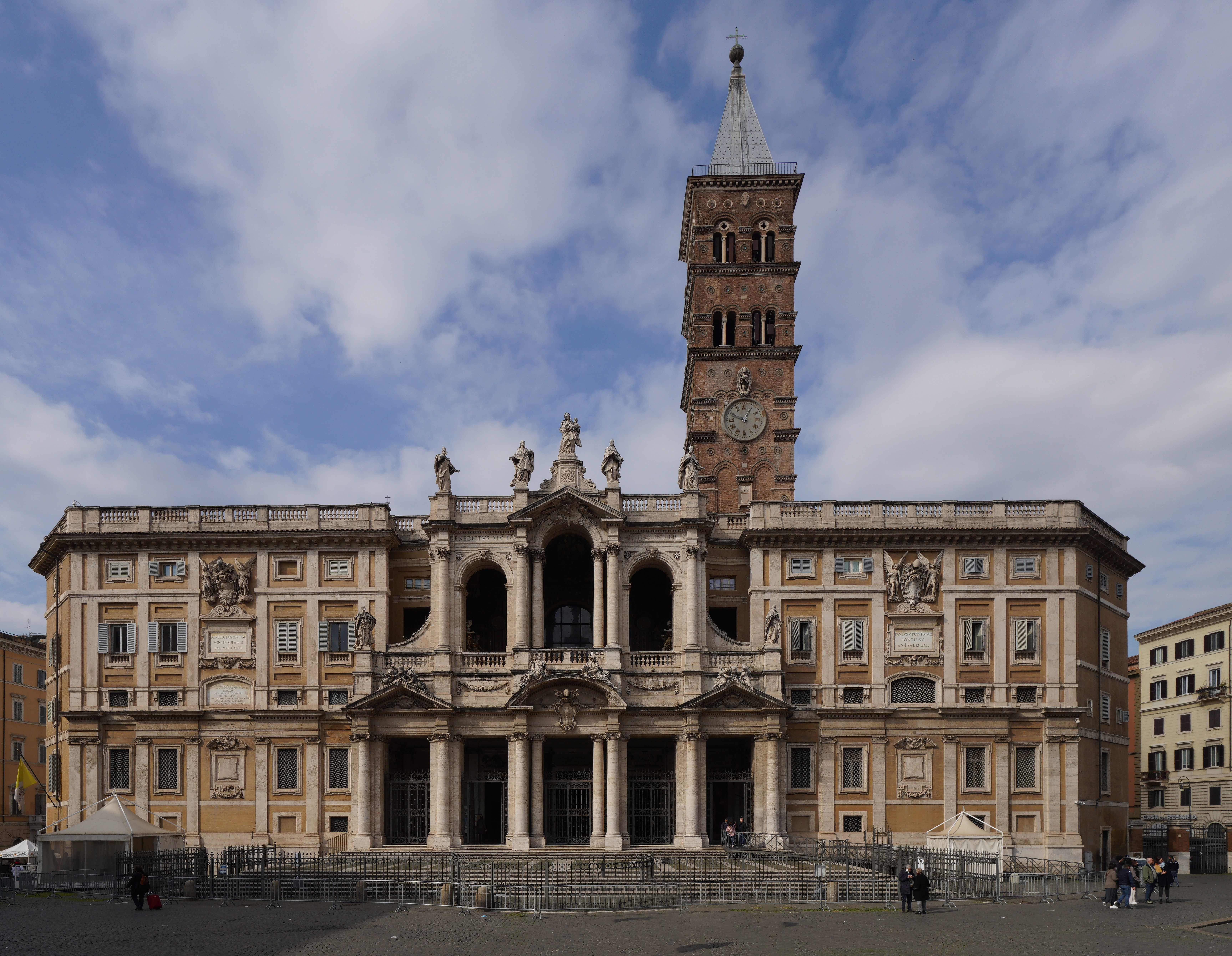
Bazilika Panny Marie Sněžné
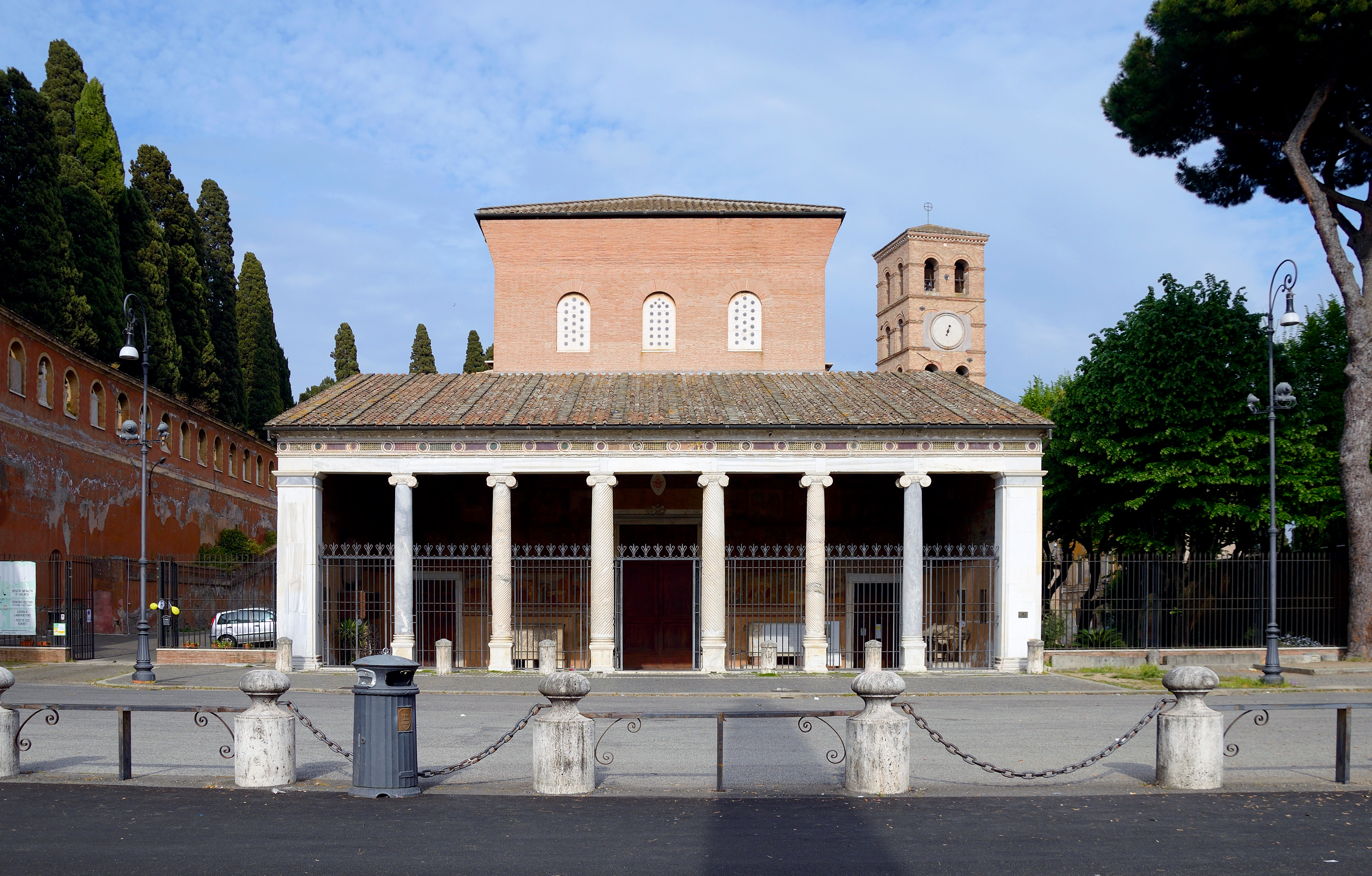
Bazilika svatého Vavřince za hradbami
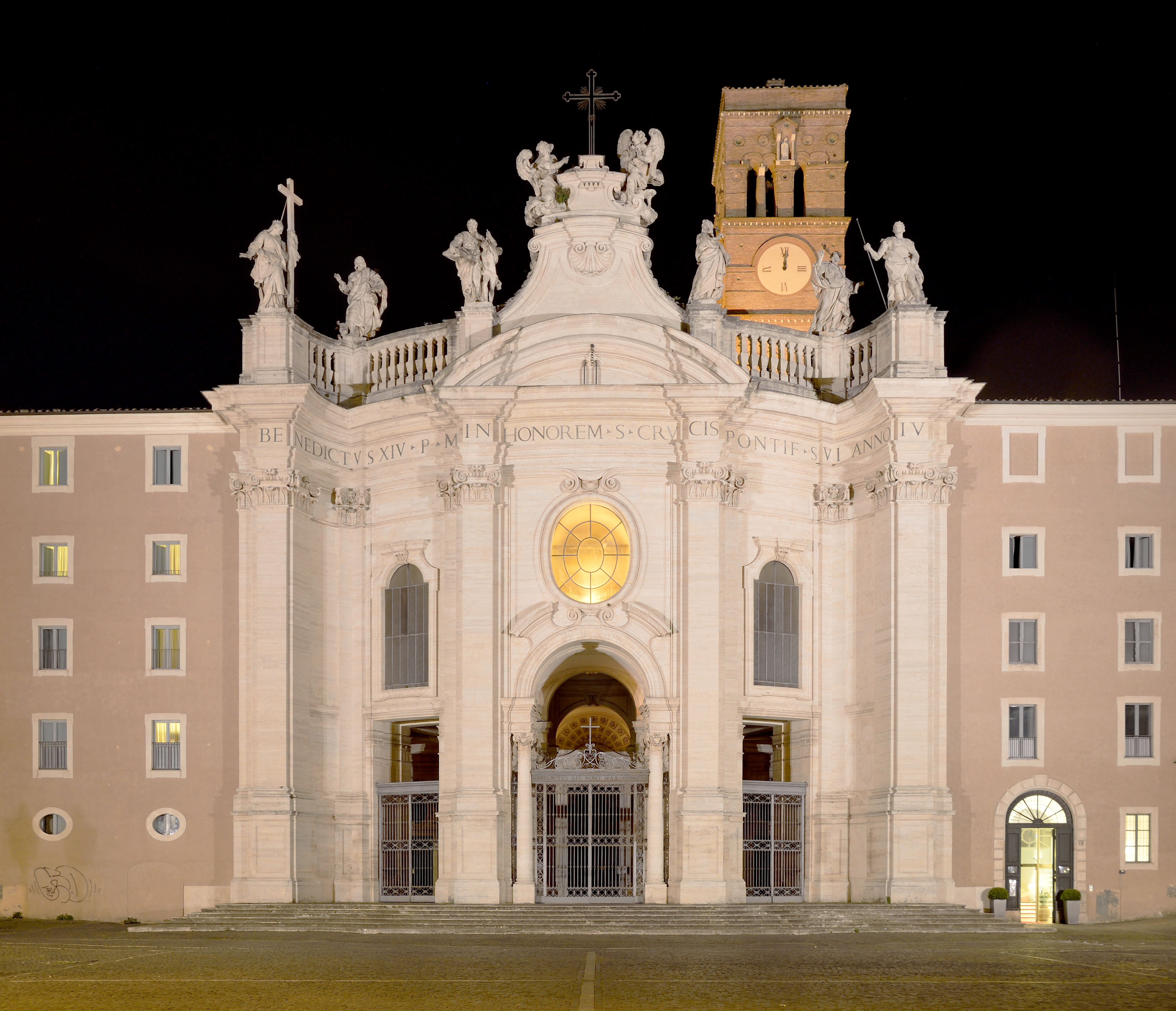
Bazilika Svatého Kříže v Jeruzalémě
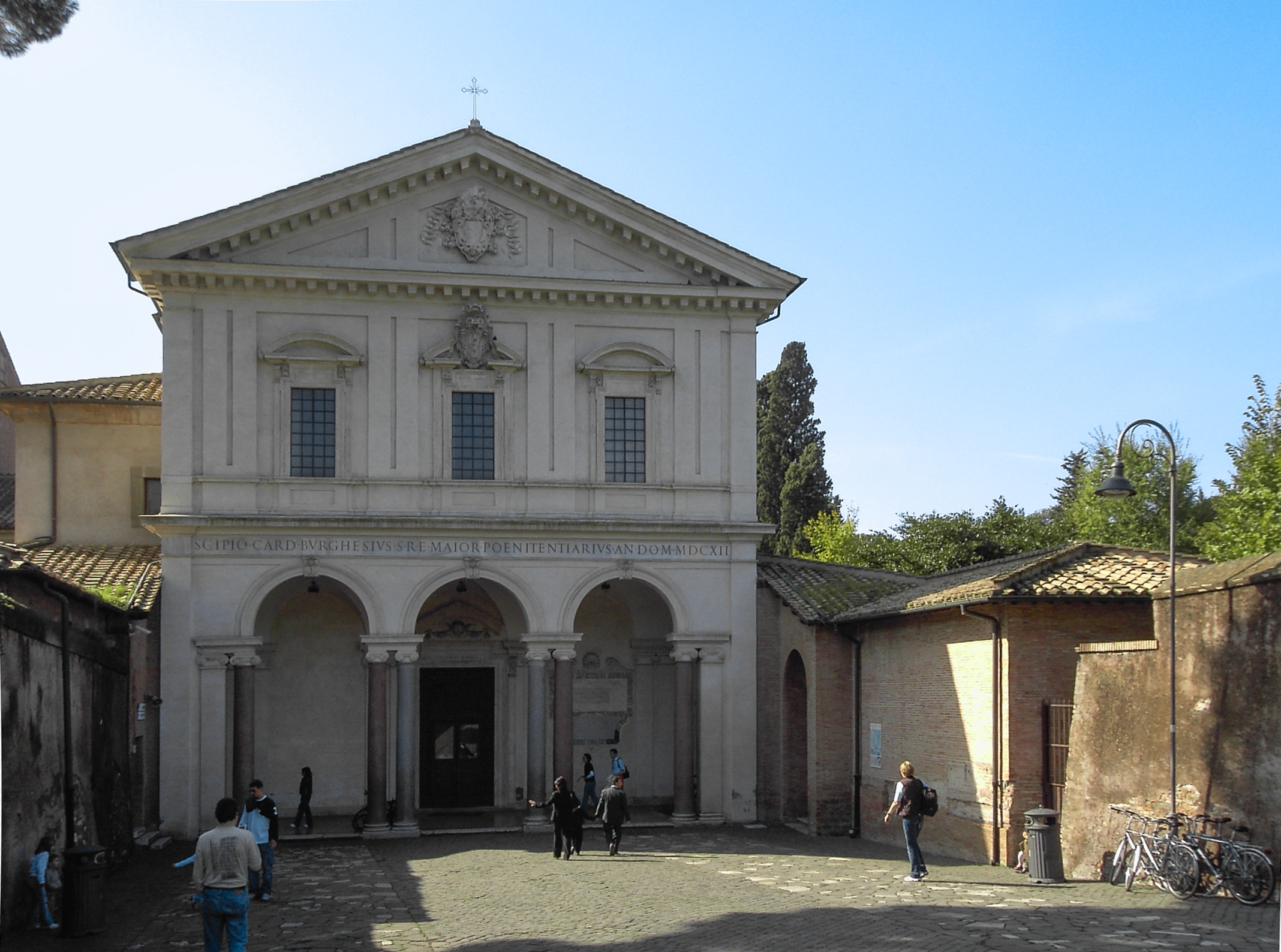
Bazilika svatého Šebestiána za hradbami

## Průvodci po Římě

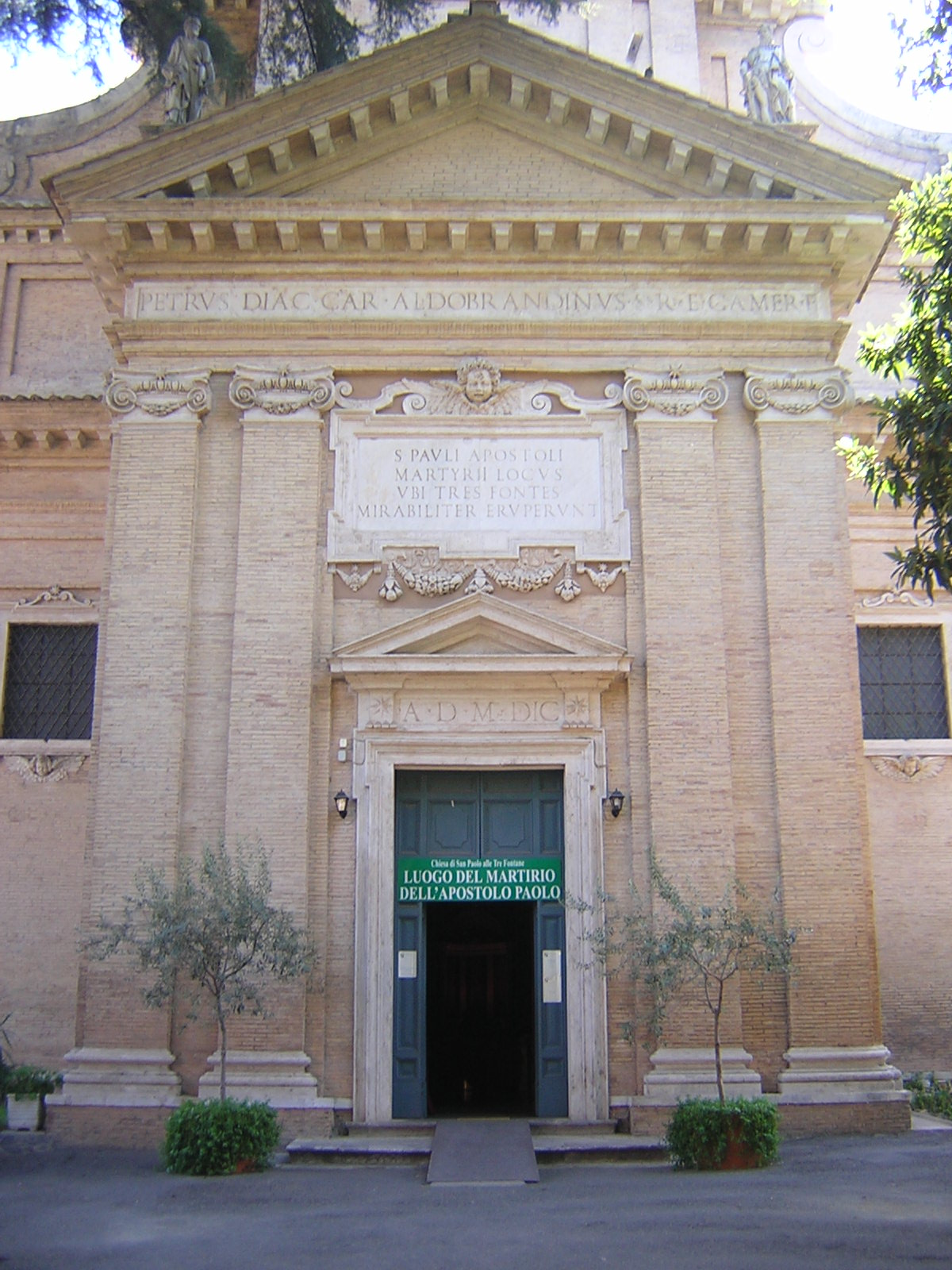
San Paolo alle Tre Fontane

Průvodci existují již od starověku. Periplus byl rukopis se seznamem přístavů a pobřežních pamětihodností v pořadí a s přibližnými vzdálenostmi, které mohl kapitán lodi očekávat podél pobřeží. Itinerarium byla starořímská silniční mapa ve formě mapy s vyznačením měst, vesnic (vici) a dalších zastávek s uvedením vzdáleností.
První průvodce po středověkém Římě vznikl ve 12. století pro potřeby cestovatelů do Říma. Sedm poutních kostelů v Římě je v průvodci od Franziniho (1595) uvedeno v následujícím pořadí: Giovanni Laterano, San Pietro, San Paolo fuori le mura, Santa Maria Maggiore, San Lorenzo fuori le mura, San Sebastiano a Santa Croce in Gerusalemme. Giovanni Baglione ve své knize uvádí devět hlavních římských kostelů, přičemž poněkud svérázně přidává kostel Santa Maria Annunziata dei Gonfalone a trojici kostelů známých kdysi jako alle Tre Fontane a nacházejících se na místě umučení svatého Pavla: Santi Vincenzo e Anastasio alle Tre Fontane, Santa Maria Scala Coeli a San Paolo alle Tre Fontane.
Průvodci před polovinou 18. století jsou určeni pro ty, kdo se vydávají na církevní pouť, zatímco ti pozdější zahrnují průvodce pro ty, kdo se zajímají o kulturu, antiku a umění, přičemž si zachovávají odstup od zaměření na zbožná hlediska.
Ty sice měly i nadále svůj význam, ale v 18. století přitahovaly jeho bohaté dějiny a poklady italského umění také kulturní poutníky na Kavalírské cesty po Evropě, které téměř vždy zahrnovaly Řím. K prvním zastáncům patřil Richard Lassels ve své knize o cestě do Itálie z roku 1670. Tyto spisy nyní slouží v odborné literatuře o dějinách Říma, současných i minulých.
Mezi předmoderní průvodce či itineráře po Římě patří například:
- Mirabilia Urbis Romae. [s.l.]: [s.n.], cca 1140. (latinsky) Anonym.
- ALBERTI, Leon Battista. Descriptio urbis Romae. [s.l.]: [s.n.], cca 1433. (latinsky)
- BIONDO, Flavio. Roma Instaurata. [s.l.]: [s.n.], napsáno 1444, vytištěno 1481. (latinsky)
- FRANZINI, Girolamo. Le cose Maravigliose dell'alma citta de Roma. Řím: Guglielmo Facciotto, 1595. Dostupné online. (italsky)
- GIOIOSO, Antonio Maria. Le cose Maravigliose dell'alma citta de Roma. Řím: Guglielmo Facciotto, 1608. Dostupné online. (italsky)
- Guida Angelica Perpetua per visitar le chise , che sono dentro e fuori di Roma. Řím: il Moneta, 1670. Dostupné online. (italsky) Anonym.
- TITI, Filippo. Studio di Pittura scoltura et architettura nelle Chiese di Roma. [s.l.]: [s.n.], 1674. (italsky)
- SEBASTIANO, Pietro de'. Viaggio Curioso di Roma Sagra e Profana Gentile, per contentare i Forastieri. Řím: il Moneta, 1683. Dostupné online. (italsky)
- SEBASTIANO, Pietro de'. Viaggio Curioso de' Palazzi e ville più notabile di Roma. [s.l.]: [s.n.], 1683. Dostupné online. (italsky)
- Romae Antiquae Notitia or the antiquities of Rome. [s.l.]: Basil Kennett, 1713. Dostupné online. Dvojdílně.
- VASI, Giuseppe. Indice istorico del gran prospetto di Roma: ovvero Itinerario Istruttivo. [s.l.]: [s.n.], 1765. (italsky)
- FEA, Carlo. Nuova Descrizione di Roma Antica e Moderna e de suoi Contorni. Svazek 1. [s.l.]: [s.n.], 1820. (italsky)